# Rob Davison
Rob Davison (* 1. května 1980, St.Catharines, Ontario, Kanada) je bývalý kanadský hokejový obránce a momentálně je asistent hlavního trenéra týmu EC Red Bull Salzburg.

## Ocenění a úspěchy
- 2011 European Trophy - Vítězství turnaje

## Prvenství

### NHL
- Debut – 9. března 2003 (Dallas Stars proti San Jose Sharks)
- První gól – 13. března 2003 (Anaheim Ducks proti San Jose Sharks, švýcarskému brankáři Martin Gerber)
- První asistence – 17. března 2003 (San Jose Sharks proti Chicago Blackhawks)

### ČHL
- Debut – 20. září 2011 (HC Mountfield proti HC Oceláři Třinec)
- První gól – 2. října 2011 (HC Oceláři Třinec proti Rytíři Kladno, českému brankáři Janu Cháberovi)
- První asistence – 28. října 2011 (HC Oceláři Třinec proti HC Mountfield)

## Klubové statistiky
| Sezóna       | Klub                    | Soutěž       |     | Základní část | Základní část | Základní část | Základní část | Základní část |   | Play off | Play off | Play off | Play off | Play off |
| Sezóna       | Klub                    | Soutěž       | Z   | G             | A             | B             | TM            | Z             | G | A        | B        | TM       |          |          |
| 1996–97      | St. Michael's Buzzers   | OPJHL        | 45  | 2             | 6             | 8             | 93            | 6             | 0 | 0        | 0        | 9        |          |          |
| 1997–98      | North Bay Centennials   | OHL          | 59  | 0             | 11            | 11            | 200           | —             | — | —        | —        | —        |          |          |
| 1998–99      | North Bay Centennials   | OHL          | 59  | 2             | 17            | 19            | 150           | 4             | 0 | 1        | 1        | 12       |          |          |
| 1999–00      | North Bay Centennials   | OHL          | 67  | 4             | 6             | 10            | 194           | 6             | 0 | 1        | 1        | 8        |          |          |
| 2000–01      | Kentucky Thoroughblades | AHL          | 72  | 0             | 4             | 4             | 230           | 3             | 0 | 0        | 0        | 0        |          |          |
| 2001–02      | Cleveland Barons        | AHL          | 70  | 1             | 3             | 4             | 206           | —             | — | —        | —        | —        |          |          |
| 2002–03      | Cleveland Barons        | AHL          | 42  | 1             | 3             | 4             | 82            | —             | — | —        | —        | —        |          |          |
| 2002–03      | San Jose Sharks         | NHL          | 15  | 1             | 2             | 3             | 22            | —             | — | —        | —        | —        |          |          |
| 2003–04      | San Jose Sharks         | NHL          | 55  | 0             | 3             | 3             | 92            | 5             | 0 | 2        | 2        | 4        |          |          |
| 2004–05      | Cardiff Devils          | EIHL         | 50  | 7             | 8             | 15            | 160           | 8             | 0 | 1        | 1        | 12       |          |          |
| 2005–06      | San Jose Sharks         | NHL          | 69  | 1             | 5             | 6             | 76            | 1             | 0 | 0        | 0        | 0        |          |          |
| 2006–07      | San Jose Sharks         | NHL          | 22  | 0             | 2             | 2             | 27            | —             | — | —        | —        | —        |          |          |
| 2007–08      | San Jose Sharks         | NHL          | 15  | 0             | 0             | 0             | 21            | —             | — | —        | —        | —        |          |          |
| 2007–08      | New York Islanders      | NHL          | 19  | 1             | 1             | 2             | 32            | —             | — | —        | —        | —        |          |          |
| 2008–09      | Vancouver Canucks       | NHL          | 23  | 0             | 2             | 2             | 51            | —             | — | —        | —        | —        |          |          |
| 2009–10      | Lowell Devils           | AHL          | 70  | 4             | 13            | 17            | 182           | 5             | 0 | 1        | 1        | 12       |          |          |
| 2009–10      | New Jersey Devils       | NHL          | 1   | 0             | 0             | 0             | 0             | —             | — | —        | —        | —        |          |          |
| 2010–11      | Albany Devils           | AHL          | 63  | 4             | 14            | 18            | 151           | —             | — | —        | —        | —        |          |          |
| 2011–12      | HC Oceláři Třinec       | ČHL          | 19  | 1             | 2             | 3             | 12            | —             | — | —        | —        | —        |          |          |
| 2011–12      | EC Red Bull Salzburg    | EBEL         | 14  | 0             | 4             | 4             | 35            | 3             | 0 | 1        | 1        | 14       |          |          |
| 2012–13      | EC Red Bull Salzburg    | EBEL         | 53  | 3             | 6             | 9             | 54            | 8             | 0 | 1        | 1        | 24       |          |          |
| 2013–14      | Worcester Sharks        | AHL          | 65  | 3             | 6             | 9             | 113           | —             | — | —        | —        | —        |          |          |
| Celkem v NHL | Celkem v NHL            | Celkem v NHL | 219 | 3             | 15            | 18            | 321           | 6             | 0 | 2        | 2        | 4        |          |          |